# Verena Rehm
Verena Rehm (ur. w 1984 r. w Neuburg an der Donau) – była wokalistka zespołu Groove Coverage. Przez rok zastępowała Melanie Münch, gdy ta była w ciąży.
W obecnej chwili jest autorką tekstów piosenek i muzyki w Groove Coverage oraz zajmuje się chórkiem. Rehm gra też w zespołach Spring Break i Age Pee z Axelem Konradem.